# Trochalus tuberculatus
Trochalus tuberculatus är en skalbaggsart som beskrevs av Gyllenhall 1817. Trochalus tuberculatus ingår i släktet Trochalus och familjen Melolonthidae. Inga underarter finns listade i Catalogue of Life.